# Kunstrijden op de Olympische Winterspelen 1952
Het kunstrijden is een van de sporten die beoefend werden tijdens de Olympische Winterspelen 1952 in Oslo. Het was de achtste keer dat het kunstrijden op het olympische programma stond. In 1908 en 1920 stond het op het programma van de Olympische Zomerspelen. De wedstrijden vonden plaats van 16 tot en met 22 februari op de natuurijsvloeren van het Jordalstadion (verplichte kür voor mannen en vrouwen) en het Bislettstadion. De wedstrijden in het Bislettstadion vonden in de avond bij kunstlicht plaats.
In totaal namen 63 deelnemers (26 mannen en 37 vrouwen) uit vijftien landen deel aan deze editie. Vijf mannen (waaronder de drie medaillewinnaars), drie vrouwen (waaronder de gouden en bronzen medaillewinnaars) en drie paren (waaronder de zilveren en bronzen medaille winnaars) namen voor de tweede keer deel.
De Amerikaan Richard "Dick" Button prolongeerde zijn olympische titel, de Britse Jeannette Altwegg veroverde na haar bronzen medaille in 1948 nu de gouden medaille.
Eindrangschikking
Elk van de negen juryleden rangschikte de deelnemer van plaats 1 tot en met de laatste plaats. Deze plaatsing geschiedde op basis van het toegekende puntentotaal door het jurylid gegeven. (Deze puntenverdeling was weer gebaseerd op 60% van de verplichte kür, 40% van de vrije kür bij de solo disciplines). De uiteindelijke rangschikking geschiedde bij een absolute meerderheidsplaatsing. Dus, wanneer een deelnemer als enige bij meerderheid als eerste was gerangschikt, kreeg hij de eerste plaats toebedeeld. Vervolgens werd voor elke volgende positie deze procedure herhaald, waarbij het aantal plaatsingen voor die positie werd bepaald door het aantal keren dat diezelfde positie of hogere positie werd behaald (dus, voor plaats 2 telden alle top 2 plaatsen, voor plaats 3 alle top 3 plaatsen, enz.). Wanneer geen meerderheidsplaatsing kon worden bepaald, dan volgde de procedure voor de volgende plaats tot een meerderheidsplaatsing was bereikt. Bij een gelijk aantal meerderheidsplaatsingen waren beslissende factoren: 1) laagste som van plaatsingcijfers van alle juryleden, 2) totaal behaalde punten, 3) punten behaald in de verplichte kür.

## Mannen
Op 19 (verplichte kür) en 21 februari (vrije kür) streden veertien mannen uit elf landen om de medailles.
r/m = rangschikking bij meerderheid, pc/9 = som plaatsingcijfers van alle negen juryleden (vet = beslissingsfactor)
| rang   | sporter(s)         | land | r/m                               | pc/9 | punten |
| ------ | ------------------ | ---- | --------------------------------- | ---- | ------ |
| Goud   | Dick Button        | USA  | 9x1 (1-1-1-1-1-1-1-1-1)           | 9    | 1730,3 |
| Zilver | Helmut Seibt       | AUT  | 6x2 (4-2-2-2-2-3-2-4-2)           | 23   | 1621,3 |
| Brons  | James Grogan       | USA  | 9x3 (2-3-3-3-3-2-3-2-3)           | 24   | 1627,4 |
| 4      | Hayes Alan Jenkins | USA  | 9x5 (3-5-5-5-5-5-4-3-5)           | 40   | 1571,3 |
| 5      | Peter Firstbrook   | CAN  | 7x5 (5-4-6-6-4-4-5-5-4)           | 43   | 1558,1 |
| 6      | Carlo Fassi        | ITA  | 9x6 (6-6-4-4-6-6-6-6-6)           | 50   | 1528,4 |
| 7      | Alain Giletti      | FRA  | 9x7 (7-7-7-7-7-7-7-7-7)           | 63   | 1469,1 |
| 8      | Freimut Stein      | GER  | 9x8 (8-8-8-8-8-8-8-8-8)           | 72   | 1403,6 |
| 9      | François Pache     | SUI  | 5x9 (12-9-9-14-10-9-9-11-9)       | 92   | 1259,3 |
| 10     | Adrian Swan        | AUS  | 8x11 (9-11-11-11-11-12-10-10-10)  | 95   | 1248,2 |
| 11     | Kurt Oppelt        | AUT  | 7x11 (11-10-10-9-12-11-11-13-11)  | 98   | 1233,3 |
| 12     | Győrgy Czakó       | HUN  | 5x12 (10-13-13-12-14-14-12-12-12) | 112  | 1191,0 |
| 13     | Kalle Tuulos       | FIN  | 8x13 (14-12-12-13-13-13-13-9-13)  | 112  | 1180,9 |
| 14     | Per Cock-Clausen   | DEN  | - (13-14-14-10-9-10-14-14-14)     | 112  | 1203,5 |

## Vrouwen
Op 16 en 17 (verplichte kür) en 20 februari (vrije kür) streden 25 vrouwen uit elf landen om de medailles.
r/m = rangschikking bij meerderheid, pc/9 = som plaatsingcijfers van alle negen juryleden (vet = beslissingsfactor)
| rang   | sporter(s)                 | land | r/m                               | pc/9 | punten |
| ------ | -------------------------- | ---- | --------------------------------- | ---- | ------ |
| Goud   | Jeannette Altwegg          | GBR  | 6x1 (4-2-1-1-1-1-1-1-2)           | 14   | 1455,8 |
| Zilver | Tenley Albright            | USA  | 5x2 (1-1-3-5-2-2-3-2-3)           | 22   | 1432,2 |
| Brons  | Jacqueline du Bief         | FRA  | 7x3 (3-3-2-2-4-3-2-4-1)           | 24   | 1422,0 |
| 4      | Sonya Klopfer              | USA  | 6x4 (2-5-4-4-3-4-4-5-5)           | 36   | 1391,7 |
| 5      | Virginia Baxter            | USA  | 5x5 (5-4-7-9-5-6-7-3-4)           | 50   | 1369,9 |
| 6      | Suzanne Morrow             | CAN  | 7x6 (6-6-6-8-8-5-5-6-6)           | 56   | 1344,0 |
| 7      | Barbara Wyatt              | GBR  | 7x7 (7-7-5-6-6-9-9-7-7)           | 63   | 1335,4 |
| 8      | Gundi Busch                | GER  | 6x8 (10-9-8-7-7-8-8-10-8)         | 75   | 1316,6 |
| 9      | Marlene Smith              | CAN  | 5x9 (8-8-15-15-10-7-11-9-9)       | 92   | 1298,6 |
| 10     | Erika Kraft                | GER  | 5x10 (12-10-9-11-12-11-6-8-10)    | 89   | 1293,9 |
| 11     | Valda Osborn               | GBR  | 8x11 (9-11-11-3-11-12-10-11-11)   | 89   | 1302,9 |
| 12     | Helga Dudzinski            | GER  | 7x12 (11-14-10-10-9-13-12-12-12)  | 103  | 1284,9 |
| 13     | Vera Smith                 | CAN  | 6x13 (13-15-12-13-13-10-14-14-13) | 117  | 1244,0 |
| 14     | Nancy Burley               | AUS  | 6x15 (18-12-13-16-15-18-15-13-15) | 135  | 1220,7 |
| 15     | Susi Wirz                  | SUI  | 6x16 (14-13-16-12-14-17-16-17-17) | 136  | 1220,2 |
| 16     | Annelise Schilhan          | AUT  | 6x16 (16-16-17-18-17-14-13-15-14) | 140  | 1212,7 |
| 17     | Patricia Devries           | GBR  | 7x17 (15-17-14-17-16-16-17-18-18) | 148  | 1195,3 |
| 18     | Yolande Jobin              | SUI  | 5x17 (17-18-18-14-18-15-19-16-16) | 151  | 1192,3 |
| 19     | Sissy Schwarz              | AUT  | 7x20 (19-19-20-21-22-19-18-20-20) | 178  | 1141,9 |
| 20     | Leena Pietilä              | FIN  | 5x20 (20-20-22-19-23-20-21-19-21) | 185  | 1122,6 |
| 21     | Gweneth Molony             | AUS  | 6x21 (21-21-21-20-20-23-22-23-19) | 190  | 1119,1 |
| 22     | Alida Elizabeth Stoppelman | NED  | 8x22 (22-22-19-22-21-21-23-21-22) | 193  | 1111,9 |
| 23     | Eszter Jurek               | HUN  | 8x23 (23-23-23-24-19-22-20-22-23) | 199  | 1093,3 |
| 24     | Ingeborg Nilsson           | NOR  | - (24-24-24-23-24-24-24-24-24)    | 215  | 1019,9 |
| -      | Bjørg Løhnner Øien         | NOR  | opgave                            |      |        |

## Paren
Op 22 februari (vrije kür) streden dertien paren uit acht landen om de medailles.
r/m = rangschikking bij meerderheid, pc/9 = som plaatsingcijfers van alle negen juryleden (vet = beslissingsfactor)
| rang   | sporter(s)                          | land | r/m                               | pc/9  | punten |
| ------ | ----------------------------------- | ---- | --------------------------------- | ----- | ------ |
| Goud   | Ria Falk / Paul Falk                | GER  | 6x1 (1-2-2-1-1-1-1,5-1-1)         | 11,5  | 102,6  |
| Zilver | Karol Kennedy / Peter Kennedy       | USA  | 7x2 (2-1-1-2-2-2-1,5-3-3)         | 17,5  | 100,6  |
| Brons  | Marianna Nagy / László Nagy         | HUN  | 8x4 (4-4-4-4-5-3-3-2-2)           | 31,0  | 97,4   |
| 4      | Jennifer Nicks / John Nicks         | GBR  | 5x4 (5-5-3-3-4-4-5-4-6)           | 39,0  | 95,4   |
| 5      | Frances Dafoe / Norris Bowden       | CAN  | 6x6 (3-3-5-6-6-7-7-7-4)           | 48,0  | 94,4   |
| 6      | Janet Gerhauser / John Nightingale  | USA  | 7x6 (6-6-6-5-7-6-4-6-8)           | 54,0  | 92,6   |
| 7      | Silvia Grandjean / Michel Grandjean | SUI  | 8x7 (8-7-7-7-3-5-6-5-5)           | 53,0  | 92,7   |
| 8      | Ingeborg Minor / Hermann Braun      | GER  | 7x8 (7-8-8-8-8-8-8-9-9,5)         | 73,5  | 81,8   |
| 9      | Sissy Schwarz / Kurt Oppelt         | AUT  | 6x9 (9-10-9-9-9-10-9-11-7)        | 83,0  | 85,5   |
| 10     | Éva Szöllősi / Gábor Vida           | HUN  | 5x10 (11-11-12-11-10-9-10-8-9,5)  | 91,5  | 83,2   |
| 11     | Peri Horn / Raymond Lockwood        | GBR  | 9x11 (10-9-11-10-11-11-11-10-11)  | 94,0  | 82,2   |
| 12     | Britta Lindmark / Ulf Berendt       | SWE  | 9x12 (12-12-10-12-12-12-12-12-12) | 106,0 | 78,8   |
| 13     | Bjørg Skjælaaen / Reidar Børjeson   | NOR  | - (13-13-13-13-13-13-13-13-13)    | 117,0 | 75,2   |

## Medaillespiegel
| rang | land             | Goud | Zilver | Brons | totaal |
| ---- | ---------------- | ---- | ------ | ----- | ------ |
| 1    | Verenigde Staten | 1    | 2      | 1     | 4      |
| 2    | Duitsland        | 1    | 0      | 0     | 1      |
| 2    | Groot-Brittannië | 1    | 0      | 0     | 1      |
| 4    | Oostenrijk       | 0    | 1      | 0     | 1      |
| 5    | Frankrijk        | 0    | 0      | 1     | 1      |
| 5    | Hongarije        | 0    | 0      | 1     | 1      |
|      |                  | 3    | 3      | 3     | 9      |

Londen 1908 · 
Antwerpen 1920 · 
Chamonix 1924 · 
St. Moritz 1928 · 
Lake Placid 1932 · 
Garmisch-Partenkirchen 1936 · 
St. Moritz 1948 · 
Oslo 1952 · 
Cortina d'Ampezzo 1956 · 
Squaw Valley 1960 · 
Innsbruck 1964 · 
Grenoble 1968 · 
Sapporo 1972 · 
Innsbruck 1976 · 
Lake Placid 1980 · 
Sarajevo 1984 · 
Calgary 1988 · 
Albertville 1992 · 
Lillehammer 1994 · 
Nagano 1998 · 
Salt Lake City 2002 · 
Turijn 2006 · 
Vancouver 2010 · 
Sotsji 2014 · 
Pyeongchang 2018 · 
Peking 2022
Olympische medaillewinnaars
Alpineskiën · Bandy (demonstratie) · Bobsleeën · Kunstrijden · Langlaufen · Noordse combinatie · Schaatsen · Schansspringen · IJshockey